# Ioulia Kozik
Ioulia Sergueïevna Kozik (en russe : Юлия Сергеевна Козик), née le 17 février 1997 à Dolgoproudny, est une joueuse russe de basket-ball. 

## Biographie
Elle est médaillée de bronze du Championnat d'Europe féminin de basket-ball des moins de 18 ans 2015 (en), du Championnat d'Europe féminin de basket-ball des moins de 20 ans 2016 et du Championnat d'Europe féminin de basket-ball des moins de 20 ans 2017 avec les différentes sélections russes de jeunes.
Elle est membre de l'équipe du comité olympique russe de basket-ball à trois qui dispute les Jeux olympiques de Tokyo.

## Palmarès
- Médaille d'argent aux Jeux olympiques d'été de 2020 en basket à trois[1].